# Niterói
Niterói város Brazíliában, Rio de Janeiro államban, amelynek 2. legnagyobb városa. Rio de Janeiróval átellenben fekszik, a Guanabara-öböl bejáratának keleti oldalán. Becsült lakossága 487 ezer fő volt 2010-ben.
Pénzügyi, kereskedelmi és ipari központ. A várost Rio de Janeiróval a 14 km hosszú Ponte Costa é Silva nevű híd köti össze. Ez a híd legmagasabb pontján 72 méterre emelkedik az öböl vize fölé.

## Niterói strandjai
- Icaraí
- São Francisco
- Itaipú
- Itacoatiara
- Piratininga

## Nevezetes szülöttei
- Antonio Callado, író
- Orlando Peçanha de Carvalho, focista
- Daniel Lins Côrtes, focista
- Alex, focista
- George Ney de Souza Fernandes, diplomata
- Marcia Haydée, táncosnő
- Antonino Lisboa Mena Gonçalves, diplomata
- Sérgio Mendes, zenész
- Leopold Miguéz, zenész
- Leonardo Nascimento de Araujo, focista
- Gérson de Oliveira Nunes, focista
- Bruno Fernandes de Souza, kézilabda-játékos
- Edmundo Alves de Souza Neto, focista

## Fordítás
- Ez a szócikk részben vagy egészben  a   Niterói című német Wikipédia-szócikk fordításán alapul.  Az eredeti cikk szerkesztőit annak laptörténete sorolja fel. Ez a jelzés csupán a megfogalmazás eredetét és a szerzői jogokat jelzi, nem szolgál a cikkben szereplő információk forrásmegjelöléseként.

## Népesség
A település népességének változása:
| Lakosok száma | 459 451 | 487 562 | 496 696 | 515 317 | 481 749 |
|               | 2000    | 2010    | 2015    | 2020    | 2022    |